# Rio Klar
Klar ou Clar (em sueco: Klarälven;  PRONÚNCIA; em norueguês: Trysilelva; em latim: Clarus Fluvius) é um rio que tem um troço inicial na Noruega - onde é chamado Trysilelva - e um troço final na Suécia - onde é chamado Klarälven.

O rio nasce no lago Rogen - partilhado pela província de Härjedalen, na Suécia e pelo condado de Innlandet na Noruega. Corre inicialmente pela Noruega, onde tem uma extensão de uns 200 km com o nome de Trysilelva. Entra de novo na Suécia, onde atravessa a província da Värmland, numa extensão de 300 km com o nome Klarälven. Vai finalmente desaguar no lago Vänern. Deste lago sai o rio Gota, que por sua vez deságua no estreito do Categate, já no Mar do Norte.

Os três cursos de água - Trysilelva, Klarälven e Gota älv - constituem juntos o maior "rio" da Escandinávia, com um comprimento de 720 quilômetros.

## Etimologia e uso
No século XIII, foi registado como "rio Gota" (Gautelfr). No século XVII, era chamado "Grande Rio" (Storälven) e no XVIII de "rio Klar" (Klaran, lit. "rio claro"). Através dos tempos, tinha nomes diferentes conforme os sítios por onde flui – por exemplo Femund no lago Femunden, Trisil na comuna de Trysil. Ao aproximar-se da Suécia, era conhecido como Klar devido à clareza das suas águas.
Hoje em dia é chamado Trisil na Noruega e Klar (Klarälven) na Suécia.